# Chiton speciosus
Chiton speciosus är en blötdjursart som beskrevs av Hugo Frederik Nierstrasz 1905. Chiton speciosus ingår i släktet Chiton och familjen Chitonidae. Inga underarter finns listade i Catalogue of Life.